# PPN Vitezovi
Vitezovi (poznata i pod nazivom PPN Vitezovi) je bila hrvatska vojna postrojba tijekom rata u Bosni i Hercegovini. Sjedište joj je bilo u Vitezu, u srednjoj Bosni.

## Ratni put

### Hrvatske obrambene snage
Početkom rata u Bosni i Hercegovini, počinju se osnivati postrojbe Hrvatskih obrambenih snaga (HOS). U srednjoj Bosni ih je bilo nekoliko a u srednjobosanskom mjestu Vitez je organizirana postrojba s imenom Vitezovi. 
Sjedište postrojbe bilo je u osnovnoj školi u Dubravici, predgrađu Viteza. Postrojba je u početku imala 70 ljudi ali je kasnije narasla do veličine satnije. Zapovjednik postrojbe bio je bojnik Darko Kraljević a zamjenik mu je bio Niko Križanac. Kraljević je ujedno bio i zapovjednik HOS-a za srednju Bosnu.
Prvo borbeno djelovanje postrojba je imala 3. svibnja 1992. kada je u suradnji s postrojbama HVO-a sudjelovala u osvajanju vojnog skladišta Jugoslavenske narodne armije (JNA) u Silimenima u općini Travnik. Postrojba je kasnije sudjelovala u mnogim borbama sa srpskim paravojskama i stekla veliko borbeno iskustvo. 

### Hrvatsko vijeće obrane
Nakon pogibije zapovjednika HOS-a Hercegovine, general bojnika Blaža Kraljevića, postrojbe HOS-a u BiH se počinju osipati a ljudstvo i uglavnom prelazi u sastav Hrvatskog vijeća obrane (HVO). dana 10. rujna 1992. postrojba Vitezovi prelazi u HVO i dobiva naziv Postrojba posebne namjene "Vitezovi" (PPN Vitezovi). U njen sastav su ušli i neki pripadnici drugih postrojbi HOS-a srednje Bosne.
Nakon što je na području Viteza izbio sukob HVO-a i Armije BiH, postrojba Vitezovi se aktivno uključila u borbu protiv bošnjačkih formacija. 20. listopada 1992. nekolicina pripadnika postrojbe predvođena Kraljevićem razoružava i zarobljava štab Armije BiH u Vitezu. Isti dan HVO preuzima cjelokupan nadzor nad Vitezom. Dozapovjednik postrojbe je tada bio satnik Berislav Šapina, dotadašnji zapovjednik HOS-a u Travniku. Nakon njega, dozapovjednik postrojbe bio je bojnik Dragan Vinac.
Postrojba je službeno bila pod operativnim zapovjedništvom Tihomira Blaškića, zapovjednika Operativne zone Srednje Bosne, ali su zapravo i dalje bili pod zapovjedništvom Darka Kraljevića. Blaškić nije mogao nametnuti svoju vlast Vitezovima jer su oni primali naredbe samo od zapovjednika Glavnog Stožera HVO-a i ministra obrane Hrvatske zajednice Herceg Bosne. No kako je Vitez zbog ratnih operacija bio odsječen od Mostara i Glavnog Stožera HVO-a, postrojba Vitezovi je djelovala potpuno neovisno i samostalno.
Blaškić je pokušavao Vitezove uključiti u organizacijski sustav Operativne zone Srednje Bosne, ali nije uspijevao. Postojalo je otvoreno suparništvo između Blaškića, Kraljevića, i još nekih zapovjednika HVO-a u srednjoj Bosni što je doprinosilo metežu i neredu na bojišnici. 20. siječnja 1993., pukovnik Ivica Primorac pomoćnik načelnika Glavnog stožera HVO-a, naredio je Kraljeviću da se hijerarhijski podredi Blaškiću što je ovaj odbio.
Vitezovima su pripisivani navodni zločini nad Bošnjacima počinjeni u Starom Vitezu, uključujući i izazivanje eksplozije kamiona napunjenog benzinom 18. travnja 1993. godine.
Krajem rujna 1993. Kraljević je u Vitezu zatočio dopredsjednika HDZ-a BiH i HR Herceg-Bosne Darija Kordića, glavnog tajnika HDZ-a BiH Ignaca Koštromana i načelnika za sigurnost OZ Srednje Bosne Antu Sliškovića. Taoci su oslobođeni tek nakon što je to od Kraljevića zatražio Mate Boban.
Krajem 1993. i početkom 1994., u HVO je izvršen preustroj i uspostavljena veća kontrola. "Neposlušne postrojbe" su rasformirane a njihovo ljudstvo premješteno u druge postrojbe. Postrojba posebne namjene "Vitezovi" je rasformirana sredinom siječnja 1994. godine.

## Vanjske poveznice
- PPN Vitezovi u obrani sela Bobaši 1
- PPN Vitezovi u obrani sela Bobaši 2